# Extrados (aéronautique)
Pour les articles homonymes, voir Extrados.

Vocabulaire aéronautique utilisé pour décrire les profils aéronautiques

L'extrados d'un profil porteur non symétrique (présentant une cambrure) est la face du même côté que la cambrure, quel que soit le sens de la portance. C'est dans cette partie que se situe la dépression (voir théorème de Bernoulli).

## Définition

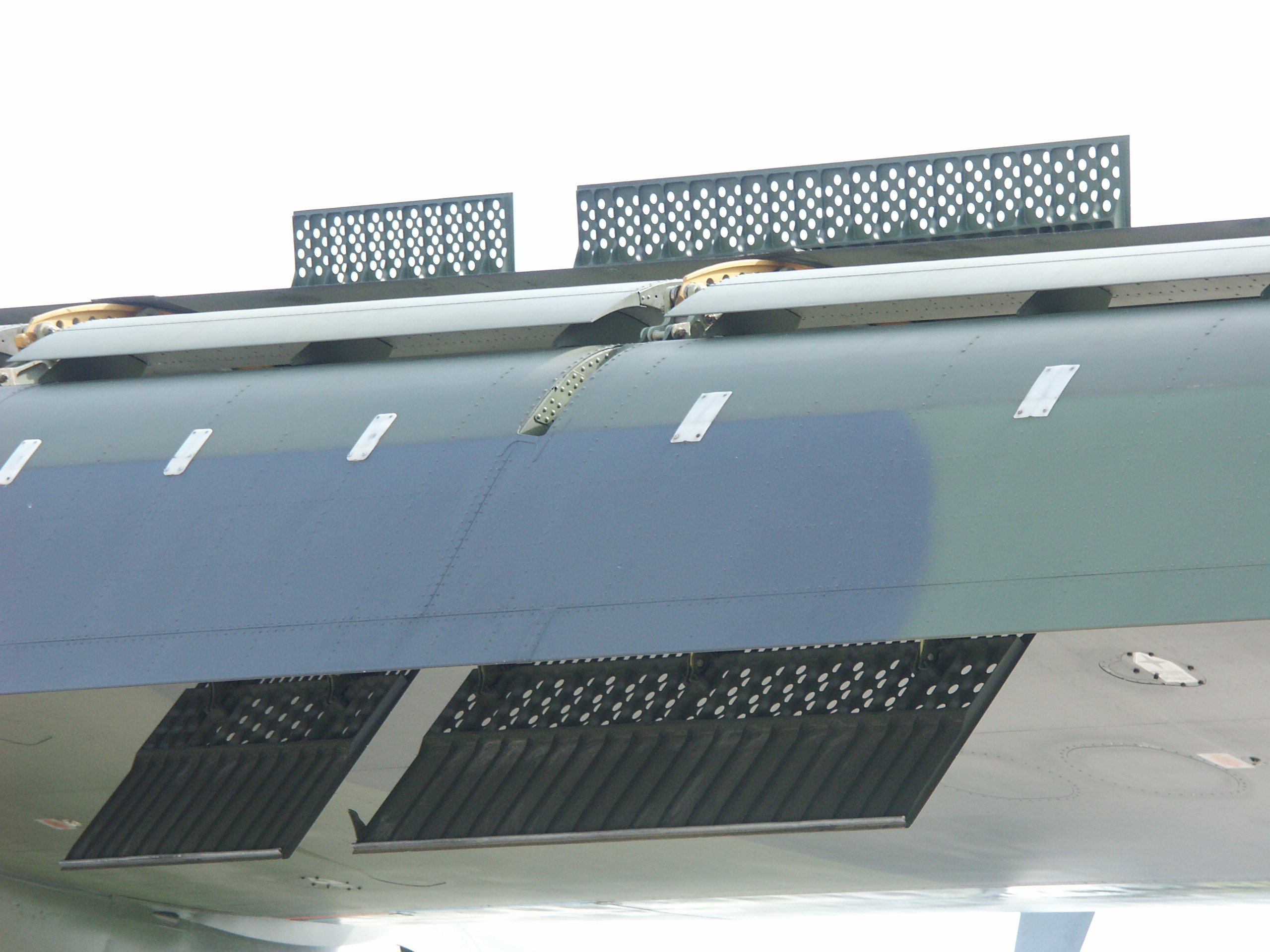
Extrados + aérofreins déployés.

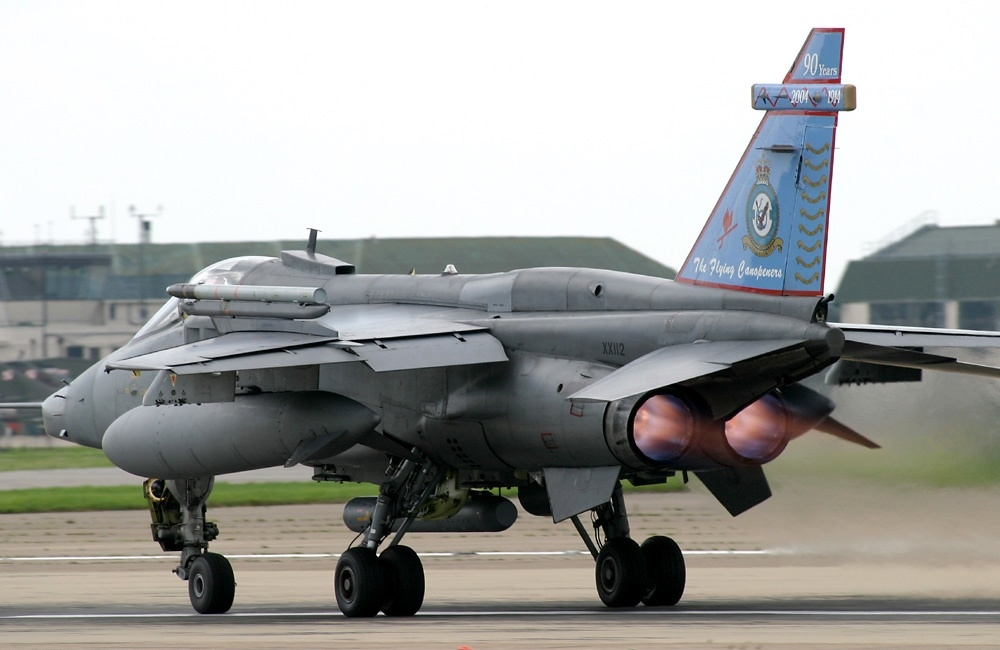
Missile air-air en Extrados sur les deux ailes, ici sur un SEPECAT Jaguar

L'extrados d'un profil porteur symétrique est la face du côté de la portance. Les définitions suivantes supposent que le profil présente une portance positive (vers le haut ou vers l'avant) :
- pour une aile d'avion ou une pale de rotor principal d'hélicoptère, c'est la surface supérieure (celle qui est dirigée du côté de la portance)[1],[2] ;
- pour une pale d'hélice c'est la surface avant (celle qui est dirigée du côté de la traction).

L'efficacité aérodynamique du profil (extrados et intrados) se définit pour un écoulement du flux d'air à incidence nulle, c’est-à-dire lorsque la corde est confondue avec la direction du vecteur vitesse de l'avion.